# Cienin-Kolonia
Cienin-Kolonia – kolonia w Polsce położona w województwie wielkopolskim, w powiecie słupeckim, w gminie Słupca.
W 1945 roku we wsi znajdowały się 24 gospodarstwa. 
W latach 1975–1998 miejscowość administracyjnie należała do województwa konińskiego.